# Diadegma tamariscator
Diadegma tamariscator är en stekelart som först beskrevs av Aubert 1960.  Diadegma tamariscator ingår i släktet Diadegma och familjen brokparasitsteklar. Inga underarter finns listade i Catalogue of Life.